# Karrar (bespilotna letjelica)
Karrar (per. کرار, hrv. Napadač) je bespilotna letjelica (UAV) koja je razvijena za potrebe iranske vojske. Riječ je o prvom dronu dalekog dometa razvijenom i proizvedenom u Iranu.

## Predstavljanje
Letjelica je službeno predstavljena krajem kolovoza 2010. na svečanosti kojoj je prisustvovao tadašnji predsjednik Mahmud Ahmadinežad. On je tada letjelicu nazvao "ambasadorom smrti za iranske neprijatelje" ali je istaknuo da su glavne poruke letjelice mir i prijateljstvo. Tada je otkrio da Iran namjerava poslati svoje astronaute u svemir do 2025. godine.
Sama proizvodnja Karrara je započela još u veljači te navodno ima izuzetne izviđačke kapacitete koje su Iranci proizveli sami. Time je zemlja pokazala kako znatno napreduje na području vojne tehnologije jer se tenkovi i borbeni avioni proizvode samostalno još od 1992. godine. Također, Iran je u lipnju 2009. uspješno testirao letjelice koje izmiču radaru. Time je zemlja pokazala da je jedna od vodećih na svijetu u pogledu UAV-a čija se tehnologija počela usvajati još 1980-ih tijekom iransko-iračkog rata a jer su dronovi postali važni u ratnim sukobima, Iran je nastavio s intenzivnim razvojem bespilotnih letjelica.

## Opis
Prema informacijama koje prenosi Voice of America, Karrar je letjelica velikog dometa koji iznosi tisuću km. Iranska nacionalna televizija izvjestila je da UAV ima izuzetne izviđačke kapacitete te da može prenositi dvije nenavođene bombe težine 115 kg ili jednu navođenu od 250 kg.
Osim za kopnene ciljeve može ga se koristiti i u mornaričko jurišnoj ulozi postavljajući na njega dva ili četiri Kowsar protubrodska projektila domaće proizvodnje ili pak jedan Nasr-1. Također, Karrar se može koristiti u izviđačkim misijama leteći iznad meta i snimajući ih te šaljući slike vlastitoj kontroli.
Prema nekim zapadnim vojnim izvorima, letjelica ima očiglednu sličnost s američkim MQM-107 Streakerom kojeg je tijekom 1970-ih razvio Beechcraft kao leteću metu. Procjenjuje se da je dosad proizvedeno oko 30 Karrara.

## Korisnici
- Iran: oružane snage Irana (primarni korisnik).

## Tehničke karakteristike (Karrar)
Izvori podataka: *KARRAR
Osnovne karakteristike
- posada: 0
- dužina: 4 m

Letne karakteristike
- najveća brzina: 821,3 km/h (560 mph)
- dolet: 998 km (620 milja)
- motor: 1× Toloue-4 ili Toloue-5 turbomlazni motor

Naoružanje
- naoružanje:
- Nosač oružja: ovisno o misiji:
- Projektili:
  - Protu-brodski projektili
    - 4x Kowsar protubrodska projektila

  - Bombe
    - 1x navođena bomba težine 250 kg ili
    - 2x nenavođene bombe težine 115 kg